# 게이솔로마
게이솔로마(학명: Geissoloma marginatum)는 크로소소마목에 속하는 속씨식물 종의 하나이다. 남아프리카공화국 케이프주가 원산지이다. 게이솔로마과(Geissolomataceae)에 속하는 게이솔로마속(Geissoloma)의 유일종이다.